# 2e étape du Tour d'Italie 2020
Pour un article plus général, voir Tour d'Italie 2020.
La 2e étape du Tour d'Italie 2020 se déroule le dimanche 4 octobre 2020 entre Alcamo et Agrigente, sur une distance de 149 km.
Initialement, l'étape était prévue en Hongrie au mois de mai, avant d'être annulée en raison de la pandémie de Covid-19,.

## Déroulement de la course
Diego Ulissi (UAE Emirates) s'impose au sommet de la côte finale et prend ainsi de la tête du classement par points. Il devance Peter Sagan (Bora-Hansgrohe), qui s'empare du maillot bleu, et Mikkel Frølich Honoré (Deceuninck-Quick Step). Le groupe maillot rose, réglé par Michael Matthews (Sunweb) concède 5 secondes au trio de tête. Filippo Ganna conserve donc la tête du classement général et du classement du meilleur jeune, avec 22 secondes d'avance sur João Almeida et 23 sur Geraint Thomas. Après López la veille, Jakob Fuglsang perd son deuxième lieutenant en montagne avec l'abandon d'Aleksandr Vlasov.

## Résultats

### Classement de l'étape
| \| Classement de l'étape \| Classement de l'étape \| Classement de l'étape \| Classement de l'étape \| Classement de l'étape \| \| Coureur \| Coureur \| Pays \| Équipe \| Temps \| \| --------------------- \| --------------------- \| --------------------- \| --------------------- \| --------------------- \| \| 1er \| Diego Ulissi \| Italie \| UAE Team Emirates \| 3 h 24 min 58 s \| \| 2e \| Peter Sagan \| Slovaquie \| Bora-Hansgrohe \| + 0 s \| \| 3e \| Mikkel Honoré \| Danemark \| Deceuninck-Quick Step \| + 0 s \| \| 4e \| Michael Matthews \| Australie \| Team Sunweb \| + 5 s \| \| 5e \| Luca Wackermann \| Italie \| Vini Zabù-Brado-KTM \| + 5 s \| \| 6e \| João Almeida \| Portugal \| Deceuninck-Quick Step \| + 5 s \| \| 7e \| Gianluca Brambilla \| Italie \| Trek-Segafredo \| + 5 s \| \| 8e \| Vincenzo Nibali \| Italie \| Trek-Segafredo \| + 5 s \| \| 9e \| Pello Bilbao \| Espagne \| Bahrain McLaren \| + 5 s \| \| 10e \| Lucas Hamilton \| Australie \| Mitchelton-Scott \| + 5 s \| |                    |           |                       |                 |
| |                    |           |                       |                 |
| Source : ProCyclingStats |                    |           |                       |                 |
| Classement de l'étape |                    |           |                       |                 |
| Coureur | Coureur            | Pays      | Équipe                | Temps           |
| 1er | Diego Ulissi       | Italie    | UAE Team Emirates     | 3 h 24 min 58 s |
| 2e | Peter Sagan        | Slovaquie | Bora-Hansgrohe        | + 0 s           |
| 3e | Mikkel Honoré      | Danemark  | Deceuninck-Quick Step | + 0 s           |
| 4e | Michael Matthews   | Australie | Team Sunweb           | + 5 s           |
| 5e | Luca Wackermann    | Italie    | Vini Zabù-Brado-KTM   | + 5 s           |
| 6e | João Almeida       | Portugal  | Deceuninck-Quick Step | + 5 s           |
| 7e | Gianluca Brambilla | Italie    | Trek-Segafredo        | + 5 s           |
| 8e | Vincenzo Nibali    | Italie    | Trek-Segafredo        | + 5 s           |
| 9e | Pello Bilbao       | Espagne   | Bahrain McLaren       | + 5 s           |
| 10e | Lucas Hamilton     | Australie | Mitchelton-Scott      | + 5 s           |

### Points attribués pour le classement par points
| Sprint intermédiaire Partanna (km 46,1) | Sprint intermédiaire Partanna (km 46,1) | Sprint intermédiaire Partanna (km 46,1) | Sprint intermédiaire Partanna (km 46,1) | Sprint intermédiaire Partanna (km 46,1) |
| --------------------------------------- | --------------------------------------- | --------------------------------------- | --------------------------------------- | --------------------------------------- |
|                                         | Coureur                                 | Pays                                    | Équipe                                  | Point(s)                                |
| 1er                                     | Thomas De Gendt                         | Belgique                                | Lotto-Soudal                            | 12                                      |
| 2e                                      | Mattia Bais                             | Italie                                  | Androni Giocattoli-Sidermec             | 8                                       |
| 3e                                      | Etienne van Empel                       | Pays-Bas                                | Vini Zabù-KTM                           | 6                                       |
| 4e                                      | Alessandro Tonelli                      | Italie                                  | Bardiani CSF Faizanè                    | 5                                       |
| 5e                                      | Ben Gastauer                            | Luxembourg                              | AG2R La Mondiale                        | 4                                       |
| 6e                                      | Fernando Gaviria                        | Colombie                                | UAE Emirates                            | 3                                       |
| 7e                                      | Arnaud Démare                           | France                                  | Groupama-FDJ                            | 2                                       |
| 8e                                      | Peter Sagan                             | Slovaquie                               | Bora-Hansgrohe                          | 1                                       |
| modifier                                |                                         |                                         |                                         |                                         |

| Arrivée d'étape Agrigente (km 149) | Arrivée d'étape Agrigente (km 149) | Arrivée d'étape Agrigente (km 149) | Arrivée d'étape Agrigente (km 149) | Arrivée d'étape Agrigente (km 149) |
| ---------------------------------- | ---------------------------------- | ---------------------------------- | ---------------------------------- | ---------------------------------- |
|                                    | Coureur                            | Pays                               | Équipe                             | Point(s)                           |
| 1er                                | Diego Ulissi                       | Italie                             | UAE Emirates                       | 25                                 |
| 2e                                 | Peter Sagan                        | Slovaquie                          | Bora-Hansgrohe                     | 18                                 |
| 3e                                 | Mikkel Honoré                      | Danemark                           | Deceuninck-Quick Step              | 12                                 |
| 4e                                 | Michael Matthews                   | Australie                          | Sunweb                             | 8                                  |
| 5e                                 | Luca Wackermann                    | Italie                             | Vini Zabù-KTM                      | 6                                  |
| 6e                                 | João Almeida                       | Portugal                           | Deceuninck-Quick Step              | 5                                  |
| 7e                                 | Gianluca Brambilla                 | Italie                             | Trek-Segafredo                     | 4                                  |
| 8e                                 | Vincenzo Nibali                    | Italie                             | Trek-Segafredo                     | 3                                  |
| 9e                                 | Peio Bilbao                        | Espagne                            | Bahrain-McLaren                    | 2                                  |
| 10e                                | Lucas Hamilton                     | Australie                          | Mitchelton-Scott                   | 1                                  |
| modifier                           |                                    |                                    |                                    |                                    |

### Points attribués pour le classement du meilleur grimpeur
| Santa Ninfa (km 37,5) 4e catégorie (4,3 km à 4,1%) | Santa Ninfa (km 37,5) 4e catégorie (4,3 km à 4,1%) | Santa Ninfa (km 37,5) 4e catégorie (4,3 km à 4,1%) | Santa Ninfa (km 37,5) 4e catégorie (4,3 km à 4,1%) | Santa Ninfa (km 37,5) 4e catégorie (4,3 km à 4,1%) |
| -------------------------------------------------- | -------------------------------------------------- | -------------------------------------------------- | -------------------------------------------------- | -------------------------------------------------- |
|                                                    | Coureur                                            | Pays                                               | Équipe                                             | Point(s)                                           |
| 1er                                                | Thomas De Gendt                                    | Belgique                                           | Lotto-Soudal                                       | 3                                                  |
| 2e                                                 | Mattia Bais                                        | Italie                                             | Androni Giocattoli-Sidermec                        | 2                                                  |
| 3e                                                 | Etienne van Empel                                  | Pays-Bas                                           | Vini Zabù-KTM                                      | 1                                                  |
| modifier                                           |                                                    |                                                    |                                                    |                                                    |

| Agrigente (km 149) 4e catégorie (3,7 km à 5,3%) | Agrigente (km 149) 4e catégorie (3,7 km à 5,3%) | Agrigente (km 149) 4e catégorie (3,7 km à 5,3%) | Agrigente (km 149) 4e catégorie (3,7 km à 5,3%) | Agrigente (km 149) 4e catégorie (3,7 km à 5,3%) |
| ----------------------------------------------- | ----------------------------------------------- | ----------------------------------------------- | ----------------------------------------------- | ----------------------------------------------- |
|                                                 | Coureur                                         | Pays                                            | Équipe                                          | Point(s)                                        |
| 1er                                             | Diego Ulissi                                    | Italie                                          | UAE Emirates                                    | 3                                               |
| 2e                                              | Peter Sagan                                     | Slovaquie                                       | Bora-Hansgrohe                                  | 2                                               |
| 3e                                              | Mikkel Honoré                                   | Danemark                                        | Deceuninck-Quick Step                           | 1                                               |
| modifier                                        |                                                 |                                                 |                                                 |                                                 |

### Points attribués pour le classement des sprints intermédiaires
| Sprint intermédiaire Partanna (km 46,1) | Sprint intermédiaire Partanna (km 46,1) | Sprint intermédiaire Partanna (km 46,1) | Sprint intermédiaire Partanna (km 46,1) | Sprint intermédiaire Partanna (km 46,1) |
| --------------------------------------- | --------------------------------------- | --------------------------------------- | --------------------------------------- | --------------------------------------- |
|                                         | Coureur                                 | Pays                                    | Équipe                                  | Point(s)                                |
| 1er                                     | Thomas De Gendt                         | Belgique                                | Lotto-Soudal                            | 10                                      |
| 2e                                      | Mattia Bais                             | Italie                                  | Androni Giocattoli-Sidermec             | 6                                       |
| 3e                                      | Etienne van Empel                       | Pays-Bas                                | Vini Zabù-KTM                           | 3                                       |
| 4e                                      | Alessandro Tonelli                      | Italie                                  | Bardiani CSF Faizanè                    | 2                                       |
| 5e                                      | Ben Gastauer                            | Luxembourg                              | AG2R La Mondiale                        | 1                                       |
| modifier                                |                                         |                                         |                                         |                                         |

| Sprint intermédiaire Porto Empedocle (km 136,9) | Sprint intermédiaire Porto Empedocle (km 136,9) | Sprint intermédiaire Porto Empedocle (km 136,9) | Sprint intermédiaire Porto Empedocle (km 136,9) | Sprint intermédiaire Porto Empedocle (km 136,9) |
| ----------------------------------------------- | ----------------------------------------------- | ----------------------------------------------- | ----------------------------------------------- | ----------------------------------------------- |
|                                                 | Coureur                                         | Pays                                            | Équipe                                          | Point(s)                                        |
| 1er                                             | Thomas De Gendt                                 | Belgique                                        | Lotto-Soudal                                    | 10                                              |
| 2e                                              | Mattia Bais                                     | Italie                                          | Androni Giocattoli-Sidermec                     | 6                                               |
| 3e                                              | Alessandro Tonelli                              | Italie                                          | Bardiani CSF Faizanè                            | 3                                               |
| 4e                                              | Ben Gastauer                                    | Luxembourg                                      | AG2R La Mondiale                                | 2                                               |
| 5e                                              | Etienne van Empel                               | Pays-Bas                                        | Vini Zabù-KTM                                   | 1                                               |
| modifier                                        |                                                 |                                                 |                                                 |                                                 |

### Bonifications
|   | Coureur            | Pays     | Équipe                      | Secondes |
| - | ------------------ | -------- | --------------------------- | -------- |
| 1 | Thomas De Gendt    | Belgique | Lotto-Soudal                | 3 s      |
| 2 | Mattia Bais        | Italie   | Androni Giocattoli-Sidermec | 2 s      |
| 3 | Alessandro Tonelli | Italie   | Bardiani CSF Faizanè        | 1 s      |

|   | Coureur       | Pays      | Équipe                | Secondes |
| - | ------------- | --------- | --------------------- | -------- |
| 1 | Diego Ulissi  | Italie    | UAE Emirates          | 10 s     |
| 2 | Peter Sagan   | Slovaquie | Bora-Hansgrohe        | 6 s      |
| 3 | Mikkel Honoré | Danemark  | Deceuninck-Quick Step | 4 s      |

## Classements à l'issue de l'étape

### Classement général
| \| Classement général \| Classement général \| Classement général \| Classement général \| Classement général \| \| Coureur \| Coureur \| Pays \| Équipe \| Temps \| \| ------------------ \| ------------------ \| ------------------ \| --------------------- \| ------------------ \| \| 1er \| Filippo Ganna \| Italie \| Ineos Grenadiers \| 3 h 40 min 27 s \| \| 2e \| João Almeida \| Portugal \| Deceuninck-Quick Step \| + 22 s \| \| 3e \| Geraint Thomas \| Royaume-Uni \| Ineos Grenadiers \| + 23 s \| \| 4e \| Tobias Foss \| Norvège \| Jumbo-Visma \| + 31 s \| \| 5e \| Josef Černý \| Tchéquie \| CCC Team \| + 36 s \| \| 6e \| Matteo Sobrero \| Italie \| NTT Pro Cycling \| + 40 s \| \| 7e \| Jan Tratnik \| Slovénie \| Bahrain McLaren \| + 42 s \| \| 8e \| Simon Yates \| Royaume-Uni \| Mitchelton-Scott \| + 49 s \| \| 9e \| Tanel Kangert \| Estonie \| EF Pro Cycling \| + 49 s \| \| 10e \| Diego Ulissi \| Italie \| UAE Team Emirates \| + 54 s \| |                |             |                       |                 |
| |                |             |                       |                 |
| Source : ProCyclingStats |                |             |                       |                 |
| Classement général |                |             |                       |                 |
| Coureur | Coureur        | Pays        | Équipe                | Temps           |
| 1er | Filippo Ganna  | Italie      | Ineos Grenadiers      | 3 h 40 min 27 s |
| 2e | João Almeida   | Portugal    | Deceuninck-Quick Step | + 22 s          |
| 3e | Geraint Thomas | Royaume-Uni | Ineos Grenadiers      | + 23 s          |
| 4e | Tobias Foss    | Norvège     | Jumbo-Visma           | + 31 s          |
| 5e | Josef Černý    | Tchéquie    | CCC Team              | + 36 s          |
| 6e | Matteo Sobrero | Italie      | NTT Pro Cycling       | + 40 s          |
| 7e | Jan Tratnik    | Slovénie    | Bahrain McLaren       | + 42 s          |
| 8e | Simon Yates    | Royaume-Uni | Mitchelton-Scott      | + 49 s          |
| 9e | Tanel Kangert  | Estonie     | EF Pro Cycling        | + 49 s          |
| 10e | Diego Ulissi   | Italie      | UAE Team Emirates     | + 54 s          |

| Classement par points | Classement par points | Classement par points | Classement par points       | Classement par points |
| Coureur               | Coureur               | Pays                  | Équipe                      | Points                |
| --------------------- | --------------------- | --------------------- | --------------------------- | --------------------- |
| 1er                   | Diego Ulissi          | Italie                | UAE Team Emirates           | 25 pts                |
| 2e                    | Peter Sagan           | Slovaquie             | Bora-Hansgrohe              | 19 pts                |
| 3e                    | João Almeida          | Portugal              | Deceuninck-Quick Step       | 17 pts                |
| 4e                    | Filippo Ganna         | Italie                | Ineos Grenadiers            | 15 pts                |
| 5e                    | Thomas De Gendt       | Belgique              | Lotto-Soudal                | 12 pts                |
| 6e                    | Mikkel Honoré         | Danemark              | Deceuninck-Quick Step       | 12 pts                |
| 7e                    | Mikkel Bjerg          | Danemark              | UAE Team Emirates           | 9 pts                 |
| 8e                    | Michael Matthews      | Australie             | Team Sunweb                 | 8 pts                 |
| 9e                    | Mattia Bais           | Italie                | Androni Giocattoli-Sidermec | 8 pts                 |
| 10e                   | Geraint Thomas        | Royaume-Uni           | Ineos Grenadiers            | 7 pts                 |

| Classement par points | Classement par points | Classement par points | Classement par points       | Classement par points |
| Coureur               | Coureur               | Pays                  | Équipe                      | Points                |
| --------------------- | --------------------- | --------------------- | --------------------------- | --------------------- |
| 1er                   | Diego Ulissi          | Italie                | UAE Team Emirates           | 25 pts                |
| 2e                    | Peter Sagan           | Slovaquie             | Bora-Hansgrohe              | 19 pts                |
| 3e                    | João Almeida          | Portugal              | Deceuninck-Quick Step       | 17 pts                |
| 4e                    | Filippo Ganna         | Italie                | Ineos Grenadiers            | 15 pts                |
| 5e                    | Thomas De Gendt       | Belgique              | Lotto-Soudal                | 12 pts                |
| 6e                    | Mikkel Honoré         | Danemark              | Deceuninck-Quick Step       | 12 pts                |
| 7e                    | Mikkel Bjerg          | Danemark              | UAE Team Emirates           | 9 pts                 |
| 8e                    | Michael Matthews      | Australie             | Team Sunweb                 | 8 pts                 |
| 9e                    | Mattia Bais           | Italie                | Androni Giocattoli-Sidermec | 8 pts                 |
| 10e                   | Geraint Thomas        | Royaume-Uni           | Ineos Grenadiers            | 7 pts                 |

| Classement de la montagne | Classement de la montagne | Classement de la montagne | Classement de la montagne   | Classement de la montagne |
| Coureur                   | Coureur                   | Pays                      | Équipe                      | Points                    |
| ------------------------- | ------------------------- | ------------------------- | --------------------------- | ------------------------- |
| 1er                       | Peter Sagan               | Slovaquie                 | Bora-Hansgrohe              | 4 pts                     |
| 2e                        | Diego Ulissi              | Italie                    | UAE Team Emirates           | 3 pts                     |
| 3e                        | Rick Zabel                | Allemagne                 | Israel Start-Up Nation      | 3 pts                     |
| 4e                        | Thomas De Gendt           | Belgique                  | Lotto-Soudal                | 3 pts                     |
| 5e                        | Mattia Bais               | Italie                    | Androni Giocattoli-Sidermec | 2 pts                     |
| 6e                        | Mikkel Honoré             | Danemark                  | Deceuninck-Quick Step       | 1 pt                      |
| 7e                        | Davide Ballerini          | Italie                    | Deceuninck-Quick Step       | 1 pt                      |
| 8e                        | Etienne van Empel         | Pays-Bas                  | Vini Zabù-Brado-KTM         | 1 pt                      |

| Classement de la montagne | Classement de la montagne | Classement de la montagne | Classement de la montagne   | Classement de la montagne |
| Coureur                   | Coureur                   | Pays                      | Équipe                      | Points                    |
| ------------------------- | ------------------------- | ------------------------- | --------------------------- | ------------------------- |
| 1er                       | Peter Sagan               | Slovaquie                 | Bora-Hansgrohe              | 4 pts                     |
| 2e                        | Diego Ulissi              | Italie                    | UAE Team Emirates           | 3 pts                     |
| 3e                        | Rick Zabel                | Allemagne                 | Israel Start-Up Nation      | 3 pts                     |
| 4e                        | Thomas De Gendt           | Belgique                  | Lotto-Soudal                | 3 pts                     |
| 5e                        | Mattia Bais               | Italie                    | Androni Giocattoli-Sidermec | 2 pts                     |
| 6e                        | Mikkel Honoré             | Danemark                  | Deceuninck-Quick Step       | 1 pt                      |
| 7e                        | Davide Ballerini          | Italie                    | Deceuninck-Quick Step       | 1 pt                      |
| 8e                        | Etienne van Empel         | Pays-Bas                  | Vini Zabù-Brado-KTM         | 1 pt                      |

| Classement du meilleur jeune | Classement du meilleur jeune | Classement du meilleur jeune | Classement du meilleur jeune | Classement du meilleur jeune |
| Coureur                      | Coureur                      | Pays                         | Équipe                       | Temps                        |
| ---------------------------- | ---------------------------- | ---------------------------- | ---------------------------- | ---------------------------- |
| 1er                          | Filippo Ganna                | Italie                       | Ineos Grenadiers             | 3 h 40 min 27 s              |
| 2e                           | João Almeida                 | Portugal                     | Deceuninck-Quick Step        | + 22 s                       |
| 3e                           | Tobias Foss                  | Norvège                      | Jumbo-Visma                  | + 31 s                       |
| 4e                           | Matteo Sobrero               | Italie                       | NTT Pro Cycling              | + 40 s                       |
| 5e                           | Brandon McNulty              | États-Unis                   | UAE Team Emirates            | + 59 s                       |
| 6e                           | Mikkel Honoré                | Danemark                     | Deceuninck-Quick Step        | + 59 s                       |
| 7e                           | Ben O'Connor                 | Australie                    | NTT Pro Cycling              | + 1 min 00 s                 |
| 8e                           | Sam Oomen                    | Pays-Bas                     | Team Sunweb                  | + 1 min 11 s                 |
| 9e                           | James Knox                   | Royaume-Uni                  | Deceuninck-Quick Step        | + 1 min 13 s                 |
| 10e                          | Jai Hindley                  | Australie                    | Team Sunweb                  | + 1 min 15 s                 |

| Classement du meilleur jeune | Classement du meilleur jeune | Classement du meilleur jeune | Classement du meilleur jeune | Classement du meilleur jeune |
| Coureur                      | Coureur                      | Pays                         | Équipe                       | Temps                        |
| ---------------------------- | ---------------------------- | ---------------------------- | ---------------------------- | ---------------------------- |
| 1er                          | Filippo Ganna                | Italie                       | Ineos Grenadiers             | 3 h 40 min 27 s              |
| 2e                           | João Almeida                 | Portugal                     | Deceuninck-Quick Step        | + 22 s                       |
| 3e                           | Tobias Foss                  | Norvège                      | Jumbo-Visma                  | + 31 s                       |
| 4e                           | Matteo Sobrero               | Italie                       | NTT Pro Cycling              | + 40 s                       |
| 5e                           | Brandon McNulty              | États-Unis                   | UAE Team Emirates            | + 59 s                       |
| 6e                           | Mikkel Honoré                | Danemark                     | Deceuninck-Quick Step        | + 59 s                       |
| 7e                           | Ben O'Connor                 | Australie                    | NTT Pro Cycling              | + 1 min 00 s                 |
| 8e                           | Sam Oomen                    | Pays-Bas                     | Team Sunweb                  | + 1 min 11 s                 |
| 9e                           | James Knox                   | Royaume-Uni                  | Deceuninck-Quick Step        | + 1 min 13 s                 |
| 10e                          | Jai Hindley                  | Australie                    | Team Sunweb                  | + 1 min 15 s                 |

| Classement par équipes | Classement par équipes | Classement par équipes | Classement par équipes |
| Équipe                 | Équipe                 | Pays                   | Temps                  |
| ---------------------- | ---------------------- | ---------------------- | ---------------------- |
| 1re                    | Ineos Grenadiers       | Royaume-Uni            | 11 h 02 min 32 s       |
| 2e                     | Deceuninck-Quick Step  | Belgique               | + 1 min 03 s           |
| 3e                     | Jumbo-Visma            | Pays-Bas               | + 1 min 05 s           |
| 4e                     | UAE Team Emirates      | Émirats arabes unis    | + 1 min 14 s           |
| 5e                     | Team Sunweb            | Allemagne              | + 1 min 16 s           |
| 6e                     | EF Pro Cycling         | États-Unis             | + 1 min 25 s           |
| 7e                     | NTT Pro Cycling        | Afrique du Sud         | + 1 min 36 s           |
| 8e                     | Mitchelton-Scott       | Australie              | + 1 min 40 s           |
| 9e                     | CCC Team               | Pologne                | + 1 min 41 s           |
| 10e                    | Bahrain McLaren        | Bahreïn                | + 2 min 07 s           |

| Classement par équipes | Classement par équipes | Classement par équipes | Classement par équipes |
| Équipe                 | Équipe                 | Pays                   | Temps                  |
| ---------------------- | ---------------------- | ---------------------- | ---------------------- |
| 1re                    | Ineos Grenadiers       | Royaume-Uni            | 11 h 02 min 32 s       |
| 2e                     | Deceuninck-Quick Step  | Belgique               | + 1 min 03 s           |
| 3e                     | Jumbo-Visma            | Pays-Bas               | + 1 min 05 s           |
| 4e                     | UAE Team Emirates      | Émirats arabes unis    | + 1 min 14 s           |
| 5e                     | Team Sunweb            | Allemagne              | + 1 min 16 s           |
| 6e                     | EF Pro Cycling         | États-Unis             | + 1 min 25 s           |
| 7e                     | NTT Pro Cycling        | Afrique du Sud         | + 1 min 36 s           |
| 8e                     | Mitchelton-Scott       | Australie              | + 1 min 40 s           |
| 9e                     | CCC Team               | Pologne                | + 1 min 41 s           |
| 10e                    | Bahrain McLaren        | Bahreïn                | + 2 min 07 s           |

## Abandons
- Aleksandr Vlasov (Astana) : abandon